# 110 км (зупинний пункт, Україна)
110 кіломе́тр — залізничний колійний пост Криворізької дирекції Придніпровської залізниці.
Розташований у селищі міського типу Червоногригорівка Нікопольського району Дніпропетровської області на лінії Апостолове — Запоріжжя II між станціями Нікополь (12 км) та Марганець (8 км).
На платформі не зупиняються приміські електропоїзди.